# 西海市立大串小学校
西海市立大串小学校（さいかいしりつ おおぐししょうがっこう, Saikai City Ogushi Elementary School）は、長崎県西海市西彼町平山郷にある公立小学校。略称は「大串小」（おおぐししょう）。

## 概要
歴史
1875年（明治8年）に開校した「公立下等大串小学校」を前身とする。2013年（平成25年）に創立140周年を迎えた。
校章
3枚の葉を組み合わせたものを背景にして中央に「大串」の文字（縦書き）を置いている。
校歌
1971年（昭和46年）に制定。作詞は田島日露記、作曲は久部和也による。歌詞は3番まであり、各番に校名の「大串小学校」が登場する。
校区
住所表記で西海市西彼町の後に「大串郷、平山郷、鳥加郷、八木原郷（上白浜地区の一部）、喰場郷（中ノ島地区の一部）」が続く地域。中学校区は西海市立西彼中学校。

## 沿革
前史
- 1873年（明治6年）10月 - 学制に基づき、八木原郷に「大串小学校」が開校したが、普及せず間もなく閉校。

正史
- 1875年（明治8年）6月 - 大串郷塩屋潟（網代）[2]に「公立下等大串小学校」が開校（創立年）。
  - 下等小学科（4年制）を設置。
  - 大串郷・平山郷・鳥加（とりか）郷の児童を収容。
- 1880年（明治13年）9月 - 鳥加郷湯無田小字松ヶ崎（通称:観音谷）に「公立下等鳥加小学校」が設置される。
  - 鳥加郷の児童を移管。
- 1882年（明治15年）- 教育令改正後に小学校教則綱領が制定される。
  - 初等科（3年制）と中等科（3年制）を設置し、「公立中等大串小学校」・「公立中等鳥加小学校」に改称。
- 1886年（明治19年）9月 - 小学校令の施行により、簡易科（3年制）を設置し「簡易大串小学校」・「簡易鳥加小学校」に改称。
- 1889年（明治22年）4月 - 町村制の施行により、大串校・鳥加校ともに大串村立の小学校となる。
- 1890年（明治23年）4月 - 小学校令の改正により、簡易科を廃止の上、尋常科（4年制）を設置し「尋常大串小学校」・「尋常鳥加小学校」に改称。
- 1893年（明治26年）4月 - 小学校令の改正により、「大串尋常小学校」・「鳥加尋常小学校」に改称（「尋常」の位置が変更[3]）。
- 1901年（明治34年）- 大串尋常小学校の新校地が、大串郷菰立[4]（通称:コロバイの谷）に決定。
- 1902年（明治35年）3月 - 菰立に新校舎が完成し、移転を完了。
- 1903年（明治36年）4月 - 大串尋常小学校に高等科（2年制）が併置され、「大串尋常高等小学校」に改称（尋常科4年・高等科2年）。
- 1905年（明治38年）4月 - 高等科を4年に延長。鳥加尋常小学校を統合し、鳥加分教場とする。
- 1908年（明治41年）4月 - 小学校令の一部改正により、義務教育年限が尋常科4年から尋常科6年に延長される。
  - これにより、旧高等科1年を尋常科5年に、旧高等科2年を尋常科6年に振り替えて設置。修業年限を尋常科6年・高等科2年に改定。
- 1916年（大正5年）4月 - 高等小学校等に進学しない児童を対象とした大串農業補習学校を併設。
- 1935年（昭和10年）
  - 4月 - 青年学校令の施行により、併設の大串農業補習学校が「大串青年学校」に改称される。
  - この年 - 高等科の教室1棟を増築・完成。
- 1939年（昭和14年）2月 - 小迎尋常小学校を統合し、小迎分教場とする。
- 1940年（昭和15年）- 八木原郷大浦に新校舎が完成し、移転を完了。
- 1941年（昭和16年）
  - 4月1日 - 国民学校令の施行により、「大串村大串国民学校」に改称。尋常科を初等科に改称（初等科6年・高等科2年）。
  - 9月 - 鳥加分教場を平山郷油ノ浦（通称:柚子の川）に移転。
- 1947年（昭和22年）4月1日 - 学制改革（六・三制の実施）が行われる。
  - 旧・大串国民学校の初等科（6ヶ年）が改組され、「大串村立大串小学校」となる。鳥加分教場・小迎分教場を設置。
  - 旧・大串国民学校の高等科（2ヶ年）と併設の大串青年学校の普通科が改組され、「大串村立大串中学校[5]」（新制中学校）が発足。
    - 小学校校舎2教室と青年学校校舎を大串中学校[5]へ暫定的に貸与。
- 1950年（昭和25年）2月 - 大串中学校[5]校舎3教室と小学校第2棟校舎の3教室を交換して使用開始。
- 1957年（昭和32年）1月 - 平山郷平山に6教室を新築し、鳥加分教場を移転し、4年生以下の児童を収容。
- 1960年（昭和35年）
  - 4月1日 - 小学校の再編が以下の様に行われる。
    - 鳥加分教場の場所（平山郷平山、現在地）に校舎を増築し、「大串村立南小学校」（本校）とし、大串郷南部・平山郷・鳥加郷の児童を収容。
    - 旧・大串小学校本校の場所（八木原郷大浦）に「大串村立南小学校八木原分室」を設置し、八木原郷・大串郷北部の児童を収容。
    - 八木原郷大浦校舎の一部を大串中学校[5]に移管。
    - 小迎分教場が分離し、「大串村立北小学校」として独立。
- 1961年（昭和36年）
  - 4月 - 西校舎が完成したため、八木原分室より平山郷の本校に大串郷の児童（一部）を移す。
  - 6月29日 - 亀岳村と大串村が合併の上西彼村が発足し、「西彼村立南小学校」に改称。
  - 9月 - 東校舎2教室が完成。
- 1962年（昭和37年）3月31日 - 八木原分室の児童を本校に移し、八木原分室を廃止。旧校舎をすべて大串中学校[5]に移管。
- 1963年（昭和38年）
  - 3月 - 東校舎1教室増築が完成。
  - 11月 - 脱脂粉乳給食を開始。
- 1967年（昭和42年）9月 - 完全給食を開始。
- 1969年（昭和44年）1月1日 - 町制施行により、「西彼町立南小学校」に改称。
- 1971年（昭和46年）
  - 4月1日 - 「西彼町立大串小学校」に改称。
  - 7月 - 校歌を制定。
- 1973年（昭和48年）7月 - プールが完成。
- 1977年（昭和52年）
  - 2月 - 体育館が完成。
  - 3月 - 創立100周年記念式典を挙行。
  - 5月 - 校旗を制定。
- 1984年（昭和59年）
  - 2月 - 鉄筋コンクリート造の新校舎が完成。翌月より新校舎での授業を開始。
  - 11月 - 庭園「友愛の園」が完成。
- 1991年（平成3年）6月 - 校門を整備。
- 1992年（平成4年）3月 - 運動場の西側に学校園を整備。
- 2000年（平成12年）3月 - コンピュータ教室が完成。
- 2005年（平成17年）4月1日 - 町村合併により「西海市立大串小学校」（現校名）に改称。

## 交通アクセス
最寄りのバス停
- 長崎自動車（長崎バス）「大串小学校下」バス停 - 長崎市街地から1番「大串」行きのバスに乗車。

最寄りの道路
- 国道206号沿い

## 周辺
- 西彼保育園
- 天真幼稚園
- 西彼教育文化センター
- 長崎県警察 西海警察署 大串警察官駐在所

## 参考資料
- 「西彼杵郡現勢一班」（1926年（昭和元年）12月31日発行, 出版:郡役所廃止記念会）- 国立国会図書館近代デジタルライブラリー p.311（コマ番号166）
- 「西彼町郷土誌」（2003年（平成15年）3月1日発行, 西彼町教育委員会）